# APR
APR (Armee Patriotique Rwanda) är en sportklubb från Kigali, Rwanda, grundad 1993.
Dess damvolleybollag har spelat i Women's African Club Championship och vid tre tillfällen kommit sexa i Women's African Club Championship (2010, 2013 och 2022) och en gång (2009) kommit sjua. Herrlaget blev nationella mästare 2020, medan damlaget kom tvåa samma år.